# Hiến Trinh Vương hậu
Hiến Trinh Vương hậu (Hangul: 헌정왕후; Hanja: 獻貞王后, 966 – 1 tháng 8 năm 992) là vương hậu Cao Ly. Bà là vợ thứ tư của Cao Ly Cảnh Tông, và là em ruột của Hiến Ai Vương hậu và Cao Ly Thành Tông. Bà cũng là cháu nội của người sáng lập nên nhà Cao Ly - Cao Ly Thái Tổ.
Bà là mẹ của Cao Ly Hiển Tông, vua thứ 8 của Cao Ly.

## Gia đình
Không rõ tên thật của bà. Bà là con gái của vương tử Vương Húc (왕욱), về sau được truy tôn là Cao Ly Đới Tông, và vợ đồng thời là em gái cùng cha khác mẹ với ông ta là Tuyên Nghĩa Vương hậu.
Anh ruột của bà là Cao Ly Thành Tông, quốc vương thứ sáu của Cao Ly, và chị ruột của bà là Hiến Ai Vương hậu. Do cha mẹ mất sớm nên ba anh em bà sống cùng với bà nội là Thần Tĩnh Vương thái hậu. Tuy mang dòng máu hoàng tộc của họ Vương nhưng bà và người chị gái (Hiến Ai Vương hậu) lại lấy họ Hoàng Phủ theo bà nội là Thần Tĩnh Vương thái hậu Hoàng Phủ thị (신정왕태후 황보씨; 900 – 983), điều này khiến cho họ có thể kết hôn với những người anh họ cùng cha khác mẹ của mình trong hoàng tộc họ Vương của Cao Ly nhằm duy trì huyết thống hoàng gia.

## Tiểu sử
Năm 979, khi mới 13 tuổi, bà cùng với chị bà là Hiến Ai Vương hậu được gả cho vua Cao Ly Cảnh Tông (anh họ của bà). Sau khi vua Cao Ly Cảnh Tông băng hà năm 981, bà mới chỉ vừa 15. Anh của bà là Vương Trị lên ngôi, tức là vua Cao Ly Thành Tông.
Là một góa phụ, bà chuyển đến nhà mẹ đẻ bên ngoài cung điện ở Khai Thành; ngôi nhà gần với người chú cùng cha khác mẹ của bà, Vương Uất, nằm ở chùa Vương Luân tự (왕륜사, 王輪寺), núi Songak. Vì luật pháp Cao Ly cấm thái hậu tiếp cận những người đàn ông khác nên bà thường đến thăm chú của mình và khi họ dành thời gian bên nhau, họ trở nên thân thiết. Mười năm trôi qua: bà đã ngoài hai mươi, còn Vương Uất đã ngoài 50.
Một ngày nọ, bà nằm mơ thấy được leo lên núi Songak và đi tiểu từ trên đỉnh núi, tràn ngập khắp đất nước và biến nó thành biển nước bạc. Choáng váng, bà hỏi ý kiến một cung nữ rất giỏi giải mộng. Người cung nữ này tiên đoán rằng nếu sinh được một đứa con trai thì người con trai đó sẽ trở thành vua của Cao Ly và thống trị đất nước Cao Ly. Bà nói: “Ta đã góa bụa rồi, làm sao có con trai được?” và khiển trách người giúp việc.
Cao Ly Thành Tông đã tiến hành cải cách tại Cao Ly và tạo lập vương quốc thành một chế độ quân chủ tập trung trên nền tảng Nho giáo vững chắc. Ông ta đã nhấn mạnh sự trong sạch và khiết tịnh đối với hai em gái của mình là Sùng Đức công chúa và Hiến Trinh Vương hậu.
Vương tử Vương Uất (왕욱), chú ruột của bà, thường xuyên qua lại cung phủ của bà. Từ đó hai người nảy sinh tình cảm. Một đêm năm 991, sau khi cầu nguyện cho hạnh phúc của người chồng quá cố (Cao Ly Cảnh Tông) tại chùa Vương Luân tự, Vương Uất và Hiến Trinh Vương hậu đã xác nhận có tình cảm với nhau và họ tư thông với nhau. Kết quả là Hiến Trinh Vương hậu đã mang thai.
Khi đó những người xung quanh họ đã giữ im lặng, triều đình Cao Ly không hề hay biết về chuyện tình cảm của họ. Biết được việc mình đã làm và cảm nhận được bào thai đang lớn trong bụng, Hiến Trinh Vương hậu lo lắng muốn chết vì phải chung thủy với người chồng quá cố và không được ngoại tình với người đàn ông khác, thậm chí lại đang có thai với chính chú ruột của mình. Trong khi chị gái Sùng Đức công chúa đã công khai tình cảm với nhân tình Kim Trí Dương (김치양, 金致陽, Kim Chi-yang) thì Hiến Trinh Vương hậu lại yếu đuối và run lên vì lo lắng. Khóc trong vòng tay Vương Uất, bà nói:
"Sao ta có thể làm được điều này? Ta thà chết còn hơn. Đều là lỗi của ta. Lẽ ra ta chỉ nên giữ trái tim ngài. Có con rồi ta phải làm sao bây giờ? Ngài đừng lo lắng quá mà hãy chăm sóc bản thân thật tốt nhé, vì tôi sẽ bù đắp mọi lỗi lầm của ngài".
Theo Cao Ly sử, vào cuối tháng 7 năm 992, khi Hiến Trinh Vương hậu đang ở nhà của Vương Uất, một nô lệ đã chất củi ngoài sân rồi đốt lửa. Ngay khi ngọn lửa bắt đầu lan rộng, một quan chức đã chạy đến dập lửa. Cao Ly Thành Tông cũng lao vào giải cứu họ và khi phát hiện ra việc Hiến Trinh Vương hậu đang có thai với Vương Uất. Nổi giận, Cao Ly Thành Tông đã hạ lệnh lưu đày Vương Uất đến Sasu-hyeon (nay là Sacheon-si, Gyeongsangnam-do, Hàn Quốc) để trị tội. Hồ sơ cho biết Hiến Trinh Vương hậu đã khóc trong xấu hổ và trở về dinh thự của mình, nhưng ngay khi bà đến cổng, đã có một chuyển động của thai nhi. Bà bám vào cành liễu và cuối cùng sinh ra một đứa con trai là Vương Tuân vào ngày 1 tháng 8 năm 992, nhưng bà qua đời ngay sau đó trong cùng ngày. Bà hưởng thọ 25-26 tuổi. 
Mặc dù sự ra đời của Vương Tuân không bình thường, nhưng cha của Vương Tuân cũng là con trai của người sáng lập Cao Ly, vì vậy Vương Tuân đã có thể sống dưới sự bảo vệ cao độ của Cao Ly Thành Tông. Do Vương Tuân lúc đó còn nhỏ nên Vương Tuân được Cao Ly Thành Tông đưa vào cung và giao cho một bảo mẫu chăm sóc. Tuy nhiên Vương Tuân lại nhớ cha nên Cao Ly Thành Tông quyết định gửi Vương Tuân đến Sasu-hyeon sống với Vương Uất. Họ đã sống cùng nhau tại Gwiyangji.
Ngày 24 tháng 7 năm 996 Vương Uất qua đời tại Sasu-hyeon (nay là Sacheon-si, Gyeongsangnam-do, Hàn Quốc) - nơi ông ta bị lưu đày từ năm 992. Ông ta được chôn cất tại Vũ lăng (무릉, Mureung)
Đầu năm 997, Vương Tuân (con trai của Vương Uất và Hiến Trinh Vương hậu) từ Sasu-hyeon (nay là Sacheon-si, Gyeongsangnam-do, Hàn Quốc) trở về kinh đô Khai Thành và tiếp tục được Cao Ly Thành Tông bảo vệ cao độ. Vợ thứ hai của Cao Ly Thành Tông là Văn Hòa Vương hậu Kim thị đã trực tiếp nuôi dạy Vương Tụng, nay cũng nuôi dạy luôn cả Vương Tuân.
Ngày 29 tháng 11 năm 997 vua Cao Ly Thành Tông băng hà, Vương Tụng lên kế tức là vua Cao Ly Mục Tông. Dù Cao Ly Mục Tông đã trưởng thành nhưng ông ta đã chọn chị bà là Thiên Thu Vương thái hậu làm nhiếp chính cho ông ta. Mạng sống của Vương Tuân lập tức bị đe dọa. Với tư cách là thái hậu và nhiếp chính, Thiên Thu Vương thái hậu đã triệu nhân tình Kim Trí Dương từ nơi lưu đày vào hoàng cung Khai Thành và bổ nhiệm ông ta làm quan chức triều đình. Hai người tư thông với nhau và có một người con trai vào năm 1003. Thấy Cao Ly Mục Tông không chịu nghe theo sự chỉ bảo của mình, Thiên Thu Vương thái hậu đã thống nhất với Kim Trí Dương rằng bà sẽ đưa con trai của hai người lên kế vị ngôi vua thay cho Cao Ly Mục Tông. Tuy nhiên, vì muốn bảo vệ ngôi vua cho anh họ mình, Vương Tuân đã đe dọa kế hoạch này của hai người. Vì lý do này, Thiên Thu Vương thái hậu và Kim Trí Dương đã nhiều lần cố gắng giết ông ta, vì ông ta là vật cản cho việc con trai nhỏ của họ lên ngôi, nhưng lần nào họ cũng thất bại. Người ta tin rằng Thiên Thu Vương thái hậu đã ép Vương Tuân rời khỏi hoàng cung Khai Thành bằng cách ép ông đi tu và cố gắng giết Vương Tuân bằng cách cử người nhiều lần truy lùng ông. Thời gian đó Thành Mục Trưởng công chúa (성목장공주, 成穆長公主) thường xuyên cùng Vương Tuân (em cùng cha khác mẹ với bà) đi chùa Hyeonhwa (현화사) để cầu nguyện cho cha mẹ của bà.
Sau sự biến của tên loạn thần Kim Trí Dương (金致陽), tình nhân của chị bà, tướng Khang Triệu (康兆) đã giết luôn cả vua Cao Ly Mục Tông vào năm 1009, cũng là cháu gọi Hiến Trinh Vương hậu bằng dì.
Sau khi vua Cao Ly Mục Tông bị giết, Khang Triệu đã chọn Vương Tuân nối ngôi, tức là vua Cao Ly Hiển Tông. Ông đã truy tôn cho mẹ mình là Hiến Trinh Vương thái hậu (헌정왕태후) và cha là Vương Uất thành Cao Ly An Tông. Bà được chôn cất cùng với Cao Ly An Tông Vương Uất trong Lăng mộ Nguyên Lăng (원릉, 元陵, Wolleung).

## Thụy hiệu
- Vào tháng 5 năm 1017 (năm trị vì thứ 8 của Cao Ly Hiển Tông), tên Huệ Thuận (혜순, 惠順, Hye-sun) đã được thêm vào thụy hiệu của bà.
- Vào tháng 6 năm 1021 (năm trị vì thứ 12 của Cao Ly Hiển Tông), tên Nhân Huệ (인혜, 仁惠, In-hye) đã được thêm vào thụy hiệu của bà.
- Vào tháng 4 năm 1027 (năm trị vì thứ 18 của Cao Ly Hiển Tông), tên Tuyên Dung (선용, 宣容, Seon-yong) đã được thêm vào thụy hiệu của bà.
- Vào tháng 10 năm 1253 (năm trị vì thứ 40 của Cao Ly Cao Tông), tên Minh Giản (명간, 明簡, Myeong-gan) cũng được thêm vào thụy hiệu của bà.

## Trong văn hóa đại chúng
- Được diễn bởi Park Eun-bin và Shin Ae trong phim truyền hình Empress Cheonchu (KBS2, 2009)
- Được diễn bởi Kim Do-hye trong phim truyền hình Moon Lovers: Scarlet Heart Ryeo (SBS, 2016)

## Liên kết
- http://www.guide2womenleaders.com/korea_heads.htm
- Hiến Trinh Vương hậu Lưu trữ ngày 5 tháng 3 năm 2016 tại Wayback Machine (tiếng Hàn)
- 태몽으로 사랑을 얻고 왕자를 낳은 헌정왕후[liên kết hỏng] (tiếng Hàn)
- 안종 욱과 헌정왕후의 슬픈 사랑 남해타임스 (tiếng Hàn)
- 헌애·헌정 자매의 싸움… 고려 王씨 왕조가 김씨 왕조가 될 뻔 조선일보 2009.09.19 (tiếng Hàn)